# Liste des séries parues dans le Monthly Shōnen Magazine
Cette page annexe liste l'ensemble des séries de manga étant ou ayant été prépubliées dans le magazine mensuel Monthly Shōnen Magazine de l'éditeur Kōdansha.

## Mode d'emploi et cadre de recherche
- Le tableau est triable.
  - Le tableau est, par défaut, affiché dans l'ordre d'apparition. Les 1re et 5e colonnes (« No  » et « Première publication ») trient dans le même ordre.
  - Les séries en cours apparaissent en fin de tableau si le tri est effectué selon la 6e colonne. Elles sont triées entre elles par ordre de première publication.
  - Des clés de tri en hiragana sont utilisées pour la 2de colonne.
  - Les 7e et 8e colonnes disposent d'un système de clés de tri afin de ne pas avoir de diacritique.
- Les 5e et 6e colonnes sont sous la forme « aaaa.nn » où « aaaa » désigne l'année et « nn » le numéro de la publication à prendre en compte.
  - S'il s'agit d'un numéro double, il apparait sous la forme « aaaa.nn/NN » où NN désigne le second numéro.
  - Une balise d'appel de références est automatiquement créée pour chaque année utilisée dans le tableau, il est toutefois nécessaire de créer la référence correspondante en fin de page.
- Deux couleurs sont utilisées dans le tableau pour signaler les manga en cours de publication lors de la dernière mise à jour :

|  | Manga en cours de publication le 13 mai 2012 ; |

|  | Manga transféré dans un autre magazine et encore en cours de publication le 13 mai 2012. |

- La 4e colonne (« Titre français ») n'est remplie que s'il existe un titre officiel en français choisi par un éditeur francophone.
- Les liens vers les articles en français se font dans la 4e colonne si elle est remplie, dans la 3e sinon.
- Les liens vers les articles en japonais n'existent que si l'article existe.
- Chaque année, groupe de hiragana ou lettre dispose d'une ancre. Après avoir trié selon ses désirs le tableau, il est possible de faire une recherche grâce au cadre ci-dessous.

| Type                    | Type                    | Liens | Pour les colonnes                                                                           |
| ----------------------- | ----------------------- | --- | ------------------------------------------------------------------------------------------- |
| Par ordre chronologique | Par ordre chronologique | - 1970 - 1971 - 1972 - 1973 - 1974 - 1975 - 1976 - 1977 - 1978 - 1979 1980 - 1981 - 1982 - 1983 - 1984 - 1985 - 1986 - 1987 - 1988 - 1989 1990 - 1991 - 1992 - 1993 - 1994 - 1995 - 1996 - 1997 - 1998 - 1999 2000 - 2001 - 2002 - 2003 - 2004 - 2005 - 2006 - 2007 - 2008 - 2009 2010 - 2011 - 2012 | No , Première publication, Dernière publication                                             |
| Par ordre chronologique | Par ordre chronologique | En cours | Dernière publication                                                                        |
| Titre                   | Par ordre numérique     | 0 à 9 | Titre japonais, Transcription, Traduction, Titre français, Auteur (dessinateur), Scénariste |
| Titre                   | Par ordre syllabaire    | - あ - か - さ - た - な - は - ま - や - ら - わ - ん | Titre japonais                                                                              |
| Titre                   | Par ordre alphabétique  | - A - B - C - D - E - F - G - H - I - J - K - L - M N - O - P - Q - R - S - T - U - V - W - X - Y - Z | Transcription, Traduction, Titre français, Auteur (dessinateur), Scénariste                 |

## Liste
| No     | Titre japonais                               | Transcription                                          | Titre français       | Première publication | Dernière publication | Auteur (Dessinateur) | Scénariste         |
| ------ | -------------------------------------------- | ------------------------------------------------------ | -------------------- | -------------------- | -------------------- | -------------------- | ------------------ |
| 000 c  | んんん                                       | zzzzz                                                  | 1970                 | 1970.00              | 1970.00              | zzzzz                | zzzzz              |
| 001    | スパイダーマン                               | Spider-Man                                             | —                    | 1970.                | 1971.                | Ryoichi Ikegami      | Kazumasa Hirai     |
| 002    | ボンバ!                                      | Bonba!                                                 | —                    | 1970.                | ?.                   | Osamu Tezuka         | —                  |
| 002 c  | んんん                                       | zzzzz                                                  | 1974                 | 1974.00              | 1974.00              | zzzzz                | zzzzz              |
| 003    | 空手戦争                                     | '                                                      | —                    | 1974.11              | 1979.12              |                      | Ikki Kajiwara      |
| 004    | 野球大将ゲンちゃん                           | '                                                      | —                    | 1974.                | 1975.                | Shinji Mizushima     | —                  |
| 005    | 天才バカボン                                 | Tensai Bakabon                                         | —                    | 1974.                | 1978.                | Fujio Akatsuka       | —                  |
| 005 c  | んんん                                       | zzzzz                                                  | 1975                 | 1975.00              | 1975.00              | zzzzz                | zzzzz              |
| 006    | 台所の鬼                                     | '                                                      | —                    | 1975.10              | 1976.                | Tatsuo Nitta         | —                  |
| 007    | 闘犬カイキオー                               | '                                                      | —                    | 1975.10              | 1977.                |                      | —                  |
| 008    | むこうきずのチョンボ                         | '                                                      | —                    | 1975.                | 1976.                | Tarou Minamoto       | —                  |
| 009    | ゲタバキ甲子園                               | Getabaki Koushien                                      | —                    | 1975.                | 1976.                | Shunji Obata         | —                  |
| 009 c  | んんん                                       | zzzzz                                                  | 1976                 | 1976.00              | 1976.00              | zzzzz                | zzzzz              |
| 010    | 宇宙鉄人キョーダイン                         | '                                                      | —                    | 1976.04              | 1976.07              | Shotaro Ishinomori   | —                  |
| 011    | ネムタくん                                   | '                                                      | —                    | 1976.07              | 1979.03              | Hideo Azuma          | —                  |
| 012    | ミジメくん                                   | '                                                      | —                    | 1976.                | ?.                   |                      | —                  |
| 012 c  | んんん                                       | zzzzz                                                  | 1977                 | 1977.00              | 1977.00              | zzzzz                | zzzzz              |
| 013    | バイオレンスジャック                         | Violence Jack                                          | —                    | 1977.01              | 1978.12              | Go Nagai             | —                  |
| 014    | 花のサッシー                                 | '                                                      | —                    | 1977.                | ?.                   |                      | —                  |
| 014 c  | んんん                                       | zzzzz                                                  | 1980                 | 1980.00              | 1980.00              | zzzzz                | zzzzz              |
| 015    | よこしまっ子                                 | '                                                      | —                    | 1980.                | 1981.                |                      | —                  |
| 015 c  | んんん                                       | zzzzz                                                  | 1981                 | 1981.00              | 1981.00              | zzzzz                | zzzzz              |
| 016    | なんと孫六                                   | Nanto Magoroku                                         | —                    | 1981.03              | —                    | Kei Sadayasu         | —                  |
| 016 c  | んんん                                       | zzzzz                                                  | 1982                 | 1982.00              | 1982.00              | zzzzz                | zzzzz              |
| 017    | ハートキャッチいずみちゃん                   | Heart Catch Izumi-chan                                 | —                    | 1982.12              | 1987.04              | Hikaru Tohyama       | —                  |
| 018    | スーパーくいしん坊                           | '                                                      | —                    | 1982.                | 1987.                | Big Jo               | —                  |
| 019    | Oh!透明人間                                  | Oh! Toumei Ningen                                      | —                    | 1982.                | 1987.                | Yasuhiro Nakanishi   | —                  |
| 019 c  | んんん                                       | zzzzz                                                  | 1983                 | 1983.00              | 1983.00              | zzzzz                | zzzzz              |
| 020    | 鉄拳チンミ                                   | Tekken Chinmi                                          | Tekken Chinmi        | 1983.12              | 1997.02              | Takeshi Maekawa      | —                  |
| 021    | ラブアタック5対1                             | Love Attack 5 Tai 1                                    | —                    | 1983.                | ?.                   | Mio Murao            | —                  |
| 022    | めぐり愛ハウス                               | Meguri Ai House                                        | —                    | 1983.                | ?.                   | Yasuhiro Nakanishi   | —                  |
| 022 c  | んんん                                       | zzzzz                                                  | 1984                 | 1984.00              | 1984.00              | zzzzz                | zzzzz              |
| 023    | マイクロボーイ                               | '                                                      | —                    | 1984.03              | 1984.09              |                      | —                  |
| 024    | 名門!多古西応援団                            | '                                                      | —                    | 1984.06              | 1992.05              | Juuzou Tokoro        | —                  |
| 024 c  | んんん                                       | zzzzz                                                  | 1985                 | 1985.00              | 1985.00              | zzzzz                | zzzzz              |
| 025    | パラダイス学園                               | Paradise Gakuen                                        | —                    | 1985.01              | 1986.01              | Masatoshi Kawahara   | —                  |
| 026    | 蓮華伝説アスラ                               | Renge Densetsu Asura                                   | —                    | 1985.                | 1987.                | Toshiwo Kikuchi      | —                  |
| 026 c  | んんん                                       | zzzzz                                                  | 1986                 | 1986.00              | 1986.00              | zzzzz                | zzzzz              |
| 027    | あした青空                                   | Ashita Aozora                                          | —                    | 1986.05              | 1987.02              | Masatoshi Kawahara   | —                  |
| 028    | いけない!ルナ先生                            | Ikenai! Luna Sensei                                    | —                    | 1986.                | 1988.                | Sumiko Kamimura      | —                  |
| 028 c  | んんん                                       | zzzzz                                                  | 1987                 | 1987.00              | 1987.00              | zzzzz                | zzzzz              |
| 029    | 骨法伝説夢必殺拳                             | '                                                      | —                    | 1987.01              | 1987.07              | Go Nagai             | —                  |
| 030    | 修羅の門                                     | Shura no Mon                                           | —                    | 1987.05              | 1996.12              | Masatoshi Kawahara   | —                  |
| 031    | 気ままにアップダウン                         | Kimama ni UpDown                                       | —                    | 1987.                | ?.                   | Kaoru Masunaga       | —                  |
| 032    | ぼくのブラジャー・アイランド                 | Boku no Brassiere Island                               | —                    | 1987.                | ?.                   | Yumiko Igarashi      | Man Izawa          |
| 033    | 2人におまかせ                                | Futari ni Omakase                                      | —                    | 1987.                | ?.                   | Hiroki Yagami        | —                  |
| 034    | キング・オブ・ハスラー                       | King of the Hustler                                    | —                    | 1987.                | ?.                   | Tarou Yatsu          | —                  |
| 034 c  | んんん                                       | zzzzz                                                  | 1988                 | 1988.00              | 1988.00              | zzzzz                | zzzzz              |
| 035    | 1+2=パラダイス                               | 1 + 2 = Paradise                                       | —                    | 1988.                | 1990.                | Sumiko Kamimura      | —                  |
| 035 c  | んんん                                       | zzzzz                                                  | 1989                 | 1989.00              | 1989.00              | zzzzz                | zzzzz              |
| 036    | DEAR BOYS                                    | Dear Boys                                              | —                    | 1989.07              | 1997.02              | Hiroki Yagami        | —                  |
| 037    | 修羅の刻                                     | Shura no Toki                                          | —                    | 1989.07              | ?.                   | Masatoshi Kawahara   | —                  |
| 038    | あきら翔ぶ!!                                 | Akira Tobu!!                                           | —                    | 1989.08              | 1996.01              | Katsuyuki Toda       | —                  |
| 039    | ANGEL BEAT                                   | Angel Beat                                             | —                    | 1989.                | 1996.                | Ichiru Yasuhara      | —                  |
| 040    | ヤンキー烈風隊                               | Yankee Reppuutai                                       | —                    | 1989.                | 1996.                | Masahide Motohashi   | —                  |
| 040 c  | んんん                                       | zzzzz                                                  | 1990                 | 1990.00              | 1990.00              | zzzzz                | zzzzz              |
| 041    | 風光る                                       | Kaze Hikaru - Koshien                                  | —                    | 1990.?               | 2006.                | Sanbanchi Kawa       | Taro Nami          |
| 041 c  | んんん                                       | zzzzz                                                  | 1992                 | 1992.00              | 1992.00              | zzzzz                | zzzzz              |
| 042    | HAYATE                                       | Hayate                                                 | —                    | 1992.03              | ?.                   | Jun Fudo             | —                  |
| 042 c  | んんん                                       | zzzzz                                                  | 1993                 | 1993.00              | 1993.00              | zzzzz                | zzzzz              |
| 043    | 龍狼伝                                       | Ryuurouden                                             | —                    | 1993.08              | 2006.12              | Yoshito Yamahara     | —                  |
| 044    | VIVA!CALCIO                                  | Viva! Calcio                                           | —                    | 1993.                | 2000.                |                      | —                  |
| 044 c  | んんん                                       | zzzzz                                                  | 1994                 | 1994.00              | 1994.00              | zzzzz                | zzzzz              |
| 045    | 何なら俺に話してみろ                         | '                                                      | —                    | 1994.04              | 1998.10              | Katsuhiko Sasaki     | —                  |
| 045 c  | んんん                                       | zzzzz                                                  | 1996                 | 1996.00              | 1996.00              | zzzzz                | zzzzz              |
| 046    | Mr.釣りどれん                                | Mr. Tsuridoren                                         | —                    | 1996.08              | 2002.03              | Katsuyuki Toda       | —                  |
| 047    | Kick!Kick!!                                  | Kick! Kick!!                                           | —                    | 1996.                | ?.                   | Michinori Okutani    | —                  |
| 048    | NaNa                                         | NaNa                                                   | —                    | 1996.                | ?.                   | Takahiro Tsunabuchi  | —                  |
| 048 c  | んんん                                       | zzzzz                                                  | 1997                 | 1997.00              | 1997.00              | zzzzz                | zzzzz              |
| 049    | DEAR BOYS ACT II                             | Dear Boys Act II                                       | —                    | 1997.08              | 2008.12              | Hiroki Yagami        | —                  |
| 050    | えとせとら                                   | Et Cetera                                              | Et cetera            | 1997.09              | 2000.12              | Tow Nakazaki         | —                  |
| 051    | 新鉄拳チンミ                                 | Shin Tekken Chinmi                                     | —                    | 1997.12              | 2004.02              | Takeshi Maekawa      | —                  |
| 052    | 鉄拳チンミ 外伝                              | Tekken Chinmi Gaiden                                   | —                    | 1997.12              | ?.02                 | Takeshi Maekawa      | —                  |
| 053    | アルファゾーン                               | Alpha Zone                                             | —                    | 1997.                | 1998.                | Koujirou Nagai       | —                  |
| 054    | IN23H                                        | IN23H                                                  | —                    | 1997.                | ?.                   | Tow Nakazaki         | —                  |
| 055    | 受験の帝王                                   | Juken no Teiou                                         | —                    | 1997.                | 2000.                | Kouji Shinasaka      | —                  |
| 055 c  | んんん                                       | zzzzz                                                  | 1998                 | 1998.00              | 1998.00              | zzzzz                | zzzzz              |
| 056    | 海皇紀                                       | Kaiouki                                                | —                    | 1998.03              | 2010.08              | Masatoshi Kawahara   | —                  |
| 057    | GUT'S                                        | Gut's                                                  | —                    | 1998.06              | 2003.12              | Jun Fudo             | —                  |
| 058    | ぼ・ん・ど                                   | Bo.n.do                                                | —                    | 1998.10              | 2007.10              | Yoshio Azuma         | —                  |
| 059    | 花鳥風月紆余曲折                             | Kachoufuugetsu Uyokyokusetsu                           | —                    | 1998.12              | 2009.05              | Katsuhiko Sasaki     | —                  |
| 060    | SPEED KING                                   | Speed King                                             | —                    | 1998.                | ?.                   | Tadashi Manabe       | —                  |
| 060 c  | んんん                                       | zzzzz                                                  | 1999                 | 1999.00              | 1999.00              | zzzzz                | zzzzz              |
| 061    | BECK                                         | Beck                                                   | Beck                 | 1999.                | 2008.07              | Sakuishi Harold      | —                  |
| 062    | 覇王街                                       | Haougai: Flag Fighter                                  | Flag fighter         | 1999.                | ?.                   | Masaomi Kanzaki      | —                  |
| 062 c  | んんん                                       | zzzzz                                                  | 2000                 | 2000.00              | 2000.00              | zzzzz                | zzzzz              |
| 063    | 遮那王義経                                   | Shana oh Yoshitsune                                    | —                    | 2000.12              | 2007.                | Hirofumi Sawada      | —                  |
| 064    | 其の七の者                                   | Sono Nana no Mono                                      | —                    | 2000.                | ?.                   |                      | —                  |
| 065    | ホワイトアウト                               | Whiteout                                               | —                    | 2000.                | ?.                   | Hiroyuki Tobinaga    | —                  |
| 065 c  | んんん                                       | zzzzz                                                  | 2001                 | 2001.00              | 2001.00              | zzzzz                | zzzzz              |
| 066    | ロケットマン                                 | Rocket Man                                             | —                    | 2001.11              | 2005.01              | Motohiro Katou       | —                  |
| 067    | OLC                                          | OLC                                                    | —                    | 2001.                | ?.                   | Kyoumi Ogawa         | —                  |
| 068    | 紡!DANGAN★DRIVE!!                            | Tsumugu! Dangan Drive!!                                | —                    | 2001.                | 2006.                | Michinori Okutani    | Hiroto Saki        |
| 068 c  | んんん                                       | zzzzz                                                  | 2002                 | 2002.00              | 2002.00              | zzzzz                | zzzzz              |
| 069    | YATAGARASU                                   | Yata Garasu                                            | —                    | 2002.10              | 2011.05              |                      | —                  |
| 070    | マネーメーカー                               | Money Maker                                            | —                    | 2002.                | ?.                   |                      | Kozo               |
| 071    | RefleX                                       | RefleX                                                 | —                    | 2002.                | ?.                   | Hiroyuki Tobinaga    | —                  |
| 072    | クソガキ                                     | Kusogaki                                               | —                    | 2002.                | ?.                   | Yuichi Hirakawa      | —                  |
| 072 c  | んんん                                       | zzzzz                                                  | 2003                 | 2003.00              | 2003.00              | zzzzz                | zzzzz              |
| 073    | capeta                                       | Capeta                                                 | —                    | 2003.03              | —                    |                      | Masahito Soda      |
| 074    | アライブ-最終進化的少年-                     | Alive: Saishuu Shinkateki Shounen                      | Alive Last Evolution | 2003.                | 2010.03              | Toka Adachi          | Tadashi Kawashima  |
| 074 c  | んんん                                       | zzzzz                                                  | 2005                 | 2005.00              | 2005.00              | zzzzz                | zzzzz              |
| 075    | C.M.B. 森羅博物館の事件目録                  | C.M.B.                                                 | —                    | 2005.10              | —                    | Motohiro Katou       | —                  |
| 076    | A.S.                                         | A.S.                                                   | —                    | 2005.                | ?.                   | Takeshi Maekawa      | —                  |
| 077    | F.C.ジンガ                                   | F.C. Jinga                                             | —                    | 2005.                | 2006.                | Katsuyuki Toda       | —                  |
| 078    | ソップ型                                     | Soap-Gata                                              | —                    | 2005.                | ?.                   | Hideo Nishimoto      | —                  |
| 079    | たま♥はな                                    | Tama & Hana                                            | —                    | 2005.                | ?.                   | Ichiru Yasuhara      | —                  |
| 079 c  | んんん                                       | zzzzz                                                  | 2006                 | 2006.00              | 2006.00              | zzzzz                | zzzzz              |
| 080    | 米豊TIMES                                    | Beihou Times                                           | —                    | 2006.01              | 2007.09              | Dai Yamane           | —                  |
| 081    | バイキングス                                 | Bikings                                                | —                    | 2006.05              | 2008.10              | Jun Fudo             | —                  |
| 082    | 鉄拳チンミLegends                            | Tekken Chinmi Legends                                  | —                    | 2006.09              | —                    | Takeshi Maekawa      | —                  |
| 083    | 天のプラタナス                               | Sora no Platanus                                       | —                    | 2006.10              | —                    | Sanbanchi Kawa       | Taro Nami          |
| 084    | パンプキン・シザーズ                         | Pumpkin Scissors                                       | Pumpkin Scissors     | 2006.11              | —                    |                      | —                  |
| 085    | マヨイ屋の店番 トキワ                        | Mayoiya no Miseban Tokiwa                              | —                    | 2006.                | ?.                   | Kiku Sugawara        | —                  |
| 085 c  | んんん                                       | zzzzz                                                  | 2007                 | 2007.00              | 2007.00              | zzzzz                | zzzzz              |
| 086    | 龍狼伝 中原繚乱編                            | Ryuurouden: Chuugen Ryouranhen                         | —                    | 2007.04              | —                    | Yoshito Yamahara     | —                  |
| 087    | 遮那王義経 源平の合戦                        | Shana Ou Yoshitsune: Genpei no Kassen                  | —                    | 2007.12              | —                    | Hirofumi Sawada      | —                  |
| 087 c  | んんん                                       | zzzzz                                                  | 2008                 | 2008.00              | 2008.00              | zzzzz                | zzzzz              |
| 088    | 冷たい校舎の時は止まる                       | Tsumetai Kousha no Toki wa Todomaru                    | —                    | 2008.01              | 2009.05              | Naoshi Arakawa       | —                  |
| 089    | 88                                           | 88                                                     | —                    | 2008.                | ?.                   | Hiromi Namiki        | —                  |
| 090    | 中村メイ子をかき鳴らせ!!!                    | Nakamura Meiko wo Kaki Narase!!!                       | —                    | 2008.                | ?.                   | Yuichi Hirakawa      | —                  |
| 090 c  | んんん                                       | zzzzz                                                  | 2009                 | 2009.00              | 2009.00              | zzzzz                | zzzzz              |
| 091    | DEAR BOYS ACT III                            | Dear Boys Act III                                      | —                    | 2009.01              | —                    | Hiroki Yagami        | —                  |
| 092    | 打撃王 凛                                    | Dagekiou Rin                                           | —                    | 2009.02              | ?.                   | Takashi Sano         | —                  |
| 093    | 四稲家の人々                                 | Shiinake no Hitobito                                   | —                    | 2009.03              | 2011.03              | Haku Shiga           | —                  |
| 094    | 幕末めだか組                                 | Bakumatsu Medaka-Gumi                                  | —                    | 2009.06              | 2010.12              | Hajime Jinguji       | Akinori Endo       |
| 095    | 新仮面ライダーSPIRITS                        | Shin Kamen Rider Spirits                               | —                    | 2009.08              | —                    | Kenichi Muraeda      | Shotaro Ishinomori |
| 095 c  | んんん                                       | zzzzz                                                  | 2010                 | 2010.00              | 2010.00              | zzzzz                | zzzzz              |
| 096    | 名探偵キドリ                                 | Meitantei Kidori                                       | —                    | 2010.02              | 2011.09              | Isuke Umada          | —                  |
| 097    | 水の森                                       | Mizu no Mori                                           | —                    | 2010.02              | 2010.09              | Yuugo Kobayashi      | —                  |
| 098    | ましろのおと                                 | Mashiro no Oto                                         | —                    | 2010.05              | —                    | Marimo Ragawa        | —                  |
| 099    | 蹴児 -ケリンジ-                              | Kerinji: The Tactics Story of Modern Football          | —                    | 2010.09              | 2011.11              | Junsei Chida         | Hajime Inoryuu     |
| 100    | 正義の禄号                                   | Seigi no Rokugou                                       | —                    | 2010.10              | 2011.05              | Yukinobu Ryuu        | —                  |
| 101    | 修羅の門 第弐門                              | Shura no Mon: Dai Ni Mon                               | —                    | 2010.11              | —                    | Masatoshi Kawahara   | —                  |
| 102    | 修羅の門異伝 ふでかげ                        | Shura no Mon Iden: Fudekage                            | —                    | 2010.12              | —                    | Hiroyuki Tobinaga    | Masatoshi Kawahara |
| 102 c  | んんん                                       | zzzzz                                                  | 2011                 | 2011.00              | 2011.00              | zzzzz                | zzzzz              |
| 103    | ノラガミ                                     | Noragami                                               | —                    | 2011.01              | —                    | Toka Adachi          | —                  |
| 104    | 四月は君の嘘                                 | Shigatsu wa Kimi no Uso                                | —                    | 2011.05              | —                    | Naoshi Arakawa       | —                  |
| 105    | 地震のハナシ                                 | '                                                      | —                    | 2011.05              | —                    | Katsuhiko Sasaki     | —                  |
| 106    | レッケン!                                    | Rekken!                                                | —                    | 2011.06              | —                    | Yashiyo Yoshiya      | —                  |
| 107    | サマーQ -天野センパイの“忘れられない”夏休み- | Summer Q - Amano Senpai no "Wasurerarenai" Natsuyasumi | —                    | 2011.08              | 2011.11              | Chihiro              | —                  |
| 108    | ボールルームへようこそ                       | Ballroom e yōkoso                                      | —                    | 2011.12              | —                    |                      | —                  |
| 108 c  | んんん                                       | zzzzz                                                  | 2012                 | 2012.00              | 2012.00              | zzzzz                | zzzzz              |
| 109    | 黒猫DANCE                                    | Kuroneko Dance                                         | —                    | 2012.01              | —                    | Tsuyoshi Yasuda      | —                  |
| 110    | てんまんアラカルト                           | Tenman à la carte                                      | —                    | 2012.02              | —                    | Yuugo Kobayashi      | —                  |
| 111    | ちくわ町ノススメ                             | Chikuwa Machi no Susume                                | —                    | 2012.05              | —                    | Naoki Hirano         | —                  |
| 111 c  | んんん                                       | zzzzz                                                  | ?                    | ?.00                 | ?.00                 | zzzzz                | zzzzz              |
| 112    | 大暴走                                       | Daibousou                                              | —                    | ?.                   | ?.                   | Osamu Tezuka         | —                  |
| 113    | 人生ビッグマウス                             | Jinsei Chou Big Mouse                                  | —                    | ?.                   | ?.                   | Naoki Hirano         | —                  |
| 114    | メタモルフォーゼシリーズ                     | Metamorphose                                           | —                    | ?.                   | ?.                   | Osamu Tezuka         | —                  |
| 115    | 剛球一人                                     | '                                                      | —                    | ?.                   | ?.                   |                      | —                  |
| 116    | はつ恋アルバム                               | '                                                      | —                    | ?.                   | ?.                   | Shintaro Miyawaki    | —                  |
| 117    | 天国への階段                                 | '                                                      | —                    | ?.                   | ?.                   | Toshiyuki Mutsu      | —                  |
| 118    | 激突!ラジコンロック                          | '                                                      | —                    | ?.                   | ?.                   |                      | Shiroh Jinbo       |
| 119    | デッドヒート瞬                               | '                                                      | —                    | ?.                   | ?.                   |                      | —                  |
| 120    | おもしろ倶楽部                               | '                                                      | —                    | ?.                   | ?.                   | Mitsuru Miura        | —                  |
| 121    | シロマダラ                                   | '                                                      | —                    | ?.                   | ?.                   | Makoto Kobayashi     | —                  |
| 122    | 花の天誅組                                   | '                                                      | —                    | ?.                   | ?.                   |                      | —                  |
| 123    | いきなりバックドロップ犬                     | '                                                      | —                    | ?.                   | ?.                   |                      | —                  |
| 124    | ゲゲゲの鬼太郎 鬼太郎地獄編                  | '                                                      | —                    | ?.                   | ?.                   | Shigeru Mizuki       | —                  |
| 125    | 旬 〜味彩の匠〜                              | '                                                      | —                    | ?.                   | ?.                   | Midori Takakura      | —                  |
| 126    | 真田一平命がけ!!                             | '                                                      | —                    | ?.                   | ?.                   |                      | Yasushi Hironaka   |
| 996 01 | んんん                                       | zzzzz                                                  | En cours             | 9996.01              | 9996.1968 00         | zzzzz                | zzzzz              |
| 997 01 | 00000                                        | 00000                                                  | 0-9                  | 9997.01              | 9997.01              | 00000                | 00000              |
| 998 01 | あ                                           | zzzzz                                                  | あ à お              | 9998.01              | 9998.01              | zzzzz                | zzzzz              |
| 998 02 | か                                           | zzzzz                                                  | か à こ              | 9998.02              | 9998.02              | zzzzz                | zzzzz              |
| 998 03 | さ                                           | zzzzz                                                  | さ à そ              | 9998.03              | 9998.03              | zzzzz                | zzzzz              |
| 998 04 | た                                           | zzzzz                                                  | た à と              | 9998.04              | 9998.04              | zzzzz                | zzzzz              |
| 998 05 | な                                           | zzzzz                                                  | な à の              | 9998.05              | 9998.05              | zzzzz                | zzzzz              |
| 998 06 | は                                           | zzzzz                                                  | は à ほ              | 9998.06              | 9998.06              | zzzzz                | zzzzz              |
| 998 07 | ま                                           | zzzzz                                                  | ま à も              | 9998.07              | 9998.07              | zzzzz                | zzzzz              |
| 998 08 | や                                           | zzzzz                                                  | や à よ              | 9998.08              | 9998.08              | zzzzz                | zzzzz              |
| 998 09 | ら                                           | zzzzz                                                  | ら à ろ              | 9998.09              | 9998.09              | zzzzz                | zzzzz              |
| 998 10 | わ                                           | zzzzz                                                  | わ à を              | 9998.10              | 9998.10              | zzzzz                | zzzzz              |
| 998 11 | ん                                           | zzzzz                                                  | ん                   | 9998.11              | 9998.11              | zzzzz                | zzzzz              |
| 999 01 | んんん                                       | A                                                      | A                    | 9999.01              | 9999.01              | A                    | A                  |
| 999 02 | んんん                                       | B                                                      | B                    | 9999.02              | 9999.02              | B                    | B                  |
| 999 03 | んんん                                       | C                                                      | C                    | 9999.03              | 9999.03              | C                    | C                  |
| 999 04 | んんん                                       | D                                                      | D                    | 9999.04              | 9999.04              | D                    | D                  |
| 999 05 | んんん                                       | E                                                      | E                    | 9999.05              | 9999.05              | E                    | E                  |
| 999 06 | んんん                                       | F                                                      | F                    | 9999.06              | 9999.06              | F                    | F                  |
| 999 07 | んんん                                       | G                                                      | G                    | 9999.07              | 9999.07              | G                    | G                  |
| 999 08 | んんん                                       | H                                                      | H                    | 9999.08              | 9999.08              | H                    | H                  |
| 999 09 | んんん                                       | I                                                      | I                    | 9999.09              | 9999.09              | I                    | I                  |
| 999 10 | んんん                                       | J                                                      | J                    | 9999.10              | 9999.10              | J                    | J                  |
| 999 11 | んんん                                       | K                                                      | K                    | 9999.11              | 9999.11              | K                    | K                  |
| 999 12 | んんん                                       | L                                                      | L                    | 9999.12              | 9999.12              | L                    | L                  |
| 999 13 | んんん                                       | M                                                      | M                    | 9999.13              | 9999.13              | M                    | M                  |
| 999 14 | んんん                                       | N                                                      | N                    | 9999.14              | 9999.14              | N                    | N                  |
| 999 15 | んんん                                       | O                                                      | O                    | 9999.15              | 9999.15              | O                    | O                  |
| 999 16 | んんん                                       | P                                                      | P                    | 9999.16              | 9999.16              | P                    | P                  |
| 999 17 | んんん                                       | Q                                                      | Q                    | 9999.17              | 9999.17              | Q                    | Q                  |
| 999 18 | んんん                                       | R                                                      | R                    | 9999.18              | 9999.18              | R                    | R                  |
| 999 19 | んんん                                       | S                                                      | S                    | 9999.19              | 9999.19              | S                    | S                  |
| 999 20 | んんん                                       | T                                                      | T                    | 9999.20              | 9999.20              | T                    | T                  |
| 999 21 | んんん                                       | U                                                      | U                    | 9999.21              | 9999.21              | U                    | U                  |
| 999 22 | んんん                                       | V                                                      | V                    | 9999.22              | 9999.22              | V                    | V                  |
| 999 23 | んんん                                       | W                                                      | W                    | 9999.23              | 9999.23              | W                    | W                  |
| 999 24 | んんん                                       | X                                                      | X                    | 9999.24              | 9999.24              | X                    | X                  |
| 999 25 | んんん                                       | Y                                                      | Y                    | 9999.25              | 9999.25              | Y                    | Y                  |
| 999 26 | んんん                                       | Z                                                      | Z                    | 9999.26              | 9999.26              | Z                    | Z                  |